# Abrakadabra (TV-program)
Abrakadabra är ett svenskt barnprogram som sändes mellan 28 januari 1997 och 28 mars 2001 i SVT 1 och varvar historier, reportage och tecknade filmer.
Kossan Doris (Magdalena in de Betou) och grävlingen Gösta (Dan Johansson) hittar i varje program på olika äventyr. Till exempel dansade Doris med Göran Persson i ett avsnitt.
Dockspelare var Sara Denward, Lotta Gustafsson och Petter Lennstrand.
Illustratör och kostymtecknare till Doris och Gösta var Eva-Marie Wadman.